# 即時字幕廣播
即時字幕廣播（或稱實時字幕廣播），為製作並添加字幕於正在播出的畫面上（「電視資訊」）的系統。本條目主要介紹可以在接收器上切換的日本電視廣播。

## 概述
日本的字幕廣播是自1990年代開始才適用於事前錄製的電視節目。但一個30分鐘的節目需要花費約3天至4天添加字幕，即時後來引進使用文字處理器處理即時字幕的技術，但由於存在輸入速度和精準度的問題，因此很難投入實際使用。。
1997年，郵政省要求即時字幕廣播須於2007年前擴展至所有電視節目，但新聞節目與體育賽事直播等現場直播的節目則除外。
此外，於帶有字幕的直播節目中，若使用的語言是表音文字則可以使用語音辨識，但日本等地使用的是表意文字，由於存在儀器和技術問題，也使該政策難以實現。
為了使聽障人士與高齡者可以無障礙的接收資訊，NHK放送技術研究所開發了用於字幕廣播的語音辨識軟體。2000年3月27日開始，於NHK播出的一部分節目開始實施即時字幕廣播，而目前其他的商業電視台（截至2013年為日本電視台、TBS、富士電視台、朝日電視台、東京電視台各系列局與播出同節目的電視網的獨立局與部分的BS放送局與CS放送局）與提供網路電視串流媒體服務的AbemaTV也已實施這個服務。

## 原理
即時字幕廣播的原理主要有兩者，一種是由人聽取在以鍵盤輸入文字，另一種則是引入語音辨識系統以生成字幕，此兩種方式目前皆存在。
除了字幕生成的過程以外，通常字幕廣播生成的文字會與當時畫面播出的文字等資訊重疊並透過電波傳遞。而通常採用即時生成的字幕時延遲是無法避免的，字幕有時會在發聲後數秒後才顯示。

### 鍵盤輸入
由被稱為「速記字幕員」的文字聽打員與聽取聲音的同時輸入文字。而輸入字幕的工作通常由多人分擔，但負責內容的劃分依方式不同而不同。
主要有兩種方法。
使用一般鍵盤輸入
以摘要轉錄的方式輸入字幕。由許多的文字聽打員人輪流輸入字幕。由於此種輸入方式使用一般的OADG鍵盤 ，也因此可以在短時間內以低成本訓練聽打人員。TBS與朝日電視台採用此種輸入方式。
使用速記鍵盤輸入
使用針對速記進行優化的鍵盤，如Speed文字處理機或Stentura。 而此種輸入方式最大的不同之處在於會將字幕輸入人員分為輸入聽取到的字母，與將字母轉換成漢字的人員兩組。因此，這種方法至少需要兩名人員。雖然在輸入速度上較以往的方法快速，但需要高價的專用鍵盤，且需要花費大約三年的時間來培訓聽打員。高速字幕處理研究所 與 Word Warp皆採用了此種方式，並且與NHK和幾家商業電視台簽訂合約。。
而由於此種字幕輸入方式通常因打字速度較廣播音訊慢，而通常將文字聽打員分為多組，分別負責輸入文字與校對字幕等。

### 語音辨識
經由使用透過語音辨識直接生成字幕。語音辨識於現今仍難以達到100%的正確率，但若是新聞等使用固定語調與單詞的節目則較容易實現。在系統開發初期，通常即時字幕只適用於攝影棚內的播音員談話時，而事先錄製的影像等則通常不會附加字幕。而體育賽事與NHK紅白歌合戦等節目也可以透過由播音員重複敘述的方式生成字幕。
NHK自2012年3月14日開始於一部分的《NHK新聞》採用混合方式生成字幕，於播音員談話等辨識率較高的部分採用語音辨識系統，輸入字幕的人員只會負責輸入辨識不清楚的部分。。
AbemaTV自2018年12月10日開始，於播出的《櫸山丘》開始使用由LASSIC開發的即時AI字幕系統「AI Pon」。

## 備註